# IC 3100
IC 3100 ist eine leuchtschwache Zwerggalaxie im Sternbild Jungfrau auf der Ekliptik. Sie ist schätzungsweise 21 Millionen Lichtjahre von der Milchstraße entfernt und hat einen Durchmesser von etwa 20.000 Lichtjahren. Gemeinsam mit IC 3099 und IC 3105 bildet sie das Galaxientrio Holm 160. Unter der Katalogbezeichnung VCC 218 wird sie als Mitglied des Virgo-Galaxienhaufens aufgeführt.
Im selben Himmelsareal befinden sich u. a. die Galaxien IC 3078, IC 3137, PGC 1406326, PGC 1407242.
Das Objekt wurde am 7. Mai 1904 vom US-amerikanischen Astronomen Royal Harwood Frost entdeckt.